# Denmark Open 1950
Die Denmark Open 1950 im Badminton fanden vom 6. bis zum 10. April 1950 in Kopenhagen statt.

## Finalergebnisse
| Disziplin    | Sieger                      | Finalist                         | Ergebnis          |
| ------------ | --------------------------- | -------------------------------- | ----------------- |
| Herreneinzel | Nils Jonson                 | Inge Blomberg                    | 15–9, 17–15       |
| Dameneinzel  | Tonny Ahm                   | Kirsten Thorndahl                | 11–8, 11–0        |
| Herrendoppel | Arve Lossmann John Nygaard  | Nils Jonson Stellan Mohlin       | 15–9, 15–8        |
| Damendoppel  | Tonny Ahm Kirsten Thorndahl | Elisabeth O’Beirne Queenie Allen | 15–2, 15–6        |
| Mixed        | Børge Frederiksen Tonny Ahm | Arve Lossmann Kirsten Thorndahl  | 9–15, 18–14, 15–4 |